# Ioan A. Bassarabescu
Ioan A. Bassarabescu (n. 17/29 decembrie 1870, Giurgiu – d. 27 martie 1952, București) a fost un scriitor român, membru corespondent al Academiei Române.

## Biografie
A fost cel de-al șaselea fiu al căpitanului Alexandru Bassarabescu (1818-1893) și al Elisabetei-Eliza, născută Starostescu (1830-1897). Alexandru Bassarabescu (tatăl lui Ioan) a fost coleg de liceu la Sfântu Sava cu Nicolae Bălcescu și Ion Ghica, a fost principalul funcționar al Magistratului, apoi al Primăriei - până în vremea Războiului de Independență (1877). Inițial a avut rangul de pitar. A participat activ la evenimentele de la 1848, în funcția de secretar al Magistratului din reședința județului Vlașca.

## Educație
A urmat clasele primare în Giurgiu, la Galben și Verde.
În 1877, familia s-a mutat la București din cauza bombardamentelor otomane. Deși s-au mutat, autorul a absolvit școala primară tot în Giurgiu, la 11 iulie 1882. La București Ion Alexandru Bassarabescu a urmat cursurile Colegiului „Sf. Sava” (1884-1891) și apoi Facultatea de Filozofie și Litere din București (1891-1897).

## Carieră
Ca student a lucrat ca funcționar la Ministerul de Finanțe. A fost profesor suplinitor de geografie la Liceul Unirea din Focșani în 1896.
A predat la Liceul „Sfinții Petru și Pavel” din Ploiești cursuri de geografie și franceză timp de patru decenii. A fost profesor și la Școala Comercială din Ploiești, la Institutul de Fete Regina Elisabeta (sau la Pension, cum i se spunea în epocă, denumire populară). În perioada interbelică a făcut parte din grupul de personalități locale (alături de arhitectul Toma T. Socolescu, Ion Ionescu-Quintus, profesorul și gazetarul Dumitru Munteanu-Râmnic) ce a militat pentru înființarea unei biblioteci publice comunale a Ploieștiului (martie 1921), a cărei urmașă a devenit ulterior Biblioteca Județeană Nicolae Iorga. În 1931 a contribuit la înființarea Muzeului de Arte Frumoase din Ploiești. Din inițiativa sa a fost dezvelit primul bust al lui Ion Luca Caragiale în 1932.
În timpul liceului, împreună cu alți colegi, a participat la întruniri și dezbateri culturale organizate la Ateneul Român. Aici l-a cunoscut pe Alexandru Vlahuță, care l-a îndrumat în cariera literară.
Încurajat de profesorul Simion Mândrescu, a publicat pe 1 noiembrie 1888 în revista Mugurul (revista Liceului „Sf. Sava”) nuvela Nostalgie.
Din 1896 până în 1935 a colaborat la revista Convorbiri literare, iar din 1900 a fost membru în comitetul de redacție.
A colaborat la mai multe periodice ale vremii: Sămănătorul (Semănătorul), Revista Theatrelor, România literară, Revista poporului (unde a fost redactor), Generația nouă, Adevărul și Românul, în paginile cărora s-a semnat cu mai multe pseudonime: Arab, Ion Arab, Barion, I.A. Barion și Bion.
Debutul editorial a avut loc în anul 1903, când i-a apărut la Editura Socec un volum de nuvele.
În 1908 a fost cooptat în primul comitet al Societății Scriitorilor Români, iar un an mai târziu, la propunerea lui Duiliu Zamfirescu, a fost ales membru corespondent al Academiei Române; recomandat de Mihail Sadoveanu, a devenit în 1935 membru plin.
A fost Inspector Școlar și inspector general al învățământului primar. În 1918 a fost numit prefect al județului Prahova și senator în guvernul Marghiloman. Între 1926-1927, a fost senator și în guvernul condus de generalul Alexandru Averescu.
În anul 1930, Ioan Al. Bassarabescu a devenit vicepreședinte al Consiliului Ordinului „Marele Orient al Românei”, iar din 1933 a fost ales membru de onoare al aceleiași grupare de loji. Legăturile cu masoneria au continuat, devenind și membru al Lojii „Libertatea” din Ploiești (1937).
Lui Ioan A.Bassarabescu i s-a retras statutul de membru al Academiei de către regimul comunist din România, în 1948. A fost repus în drepturi la 3 iulie 1990.
A fost tradus în franceză, italiană, rusă, portugheză, bulgară.
În 1943 a apărut ultimul volum pe care l-a publicat, Lume de ieri, pentru care a primit un premiu de 60.000 lei la secțiunea „cea mai bună literatură” - București (14 martie 1944). După această dată, scriitorul nu a mai publicat decât mici articole.
A scris numai proză scurtă, fiind pus de istoricii literari în rând cu Ion Luca Caragiale sau Alexandru Brătescu Voinești, deoarece a cultivat schița și momentul. În afară de nuvele și schițe, a mai scris parabole pentru copii, note de călătorie, poeme în proză, monoloage satirice și epigrame.
Împreună cu Mihail Sadoveanu, A. de Herz, Emil Gârleanu și George Ranetti, a fost angajat de Teatrul Național din București pentru a traduce drame și comedii. Acest proiect a fost inițiat de Pompiliu Eliade, directorul teatrului, pentru a combate calitatea slabă a traducerii pieselor de teatru.
Două comedii de Georges Courteline, Taina familiei și Liniștea casei, traduse de Bassarabescu, au fost puse în scenă în stagiunea 1908-1909. Comedia Ovidiu Șicană (1908) este o adaptare liberă după La Parce de maître Pierre Pathelin. A tradus între 1890 și 1893 din George Duruy, G.G. Byron, Alphonse Daudet și Thomas Hardy.
A fost apreciat de personalități ale literaturii și culturii naționale precum B.P. Hasdeu, Titu Maiorescu, Duiliu Zamfirescu, E. Lovinescu, G. Călinescu, Pompiliu Constantinescu și alții. A întreținut corespondență de lungă durată cu Constantin N. Mihăilescu-Conemy, poet, prozator și jurnalist din Câmpina. În epistolele trimise de Bassarabescu sunt menționate unele momente dureroase din biografia prozatorului giurgiuvean, dar și referiri la cartea sa de proze pentru copii.
A murit în urma unui accident rutier la Ploiești la 27 martie 1952.

## Viața personală
În 1904 Ioan Alexandru Bassarabescu s-a căsătorit cu Ecaterina Dinescu (1881-1947), fiica unui comerciant pe nume Temelie DInescu. Ecaterina, la rândul său, a fost implicată în lumea literară, a publicat poezii, schițe și traduceri sub numele adevărat sau pseudonimul Irene Mohor.
Au avut o fiică, Maria-Elisabeta Puricel Bassarabescu (Cireșica Bassarabescu), care a murit în 2013, în Elveția. A fost o femeie de carieră, a absolvit facultatea de drept, fiind printre primele judecătoare din România. Pe lângă activitatea profesională, a scris și poezie.
Scriitorul a fost implicat în acțiuni caritabile, alături de fiica sa, în cadrul Societății „Caritatea”, înființată la Ploiești în anul 1880 de un grup de doamne din elita locală.

## Premii
În 1908 a primit Premiul Academiei Române.
În 1926 a primit Premiul „Ioan Al. Brătescu-Voinești” din partea Societății Scriitorilor. În 1930 a primit Premiul Național pentru proză.
A primit Ordinul Coroanei (comandant), Ordinul Stelei României (ofițer) și Ordinul Meritul Cultural (ofițer).

## Omagiu
În 1935 a fost numit membru de onoare al Comitetului care a ridicat bustul lui Mihai Eminescu în Parcul Alei din orașul Giurgiu.
La 1 aprilie 1993, Biblioteca Județeană Giurgiu a primit numele scriitorului și omului politic român, membru corespondent al Academiei Române, Ioan Alexandru Bassarabescu, la propunerea lui Emil Păunescu, muzeolog și istoric giurgiuvean.
În anul 2000, Școala „9 Mai din” Ploiești a primit numele lui Ioan Al. Bassarabescu.
În 2020 Biblioteca Județeană „I. A. Bassarabescu” Giurgiu, Muzeul Județean „Teohari Antonescu” și Arhivele Naționale ale Statului Filiala Giurgiu au organizat evenimente culturale cu ocazia împlinirii a 150 de ani de la nașterea scriitorului giurgiuvean. Consiliul Local al orașului Giurgiu i-a acordat post-mortem titlul de cetățean de onoare.

## Opere publicate[39]
- Nuvele, București, 1903
- Vulturii, București, 1907
- Norocul, București, 1907
- Ovidiu Șicană, farsă într-un act și trei tablouri, Ploiești, 1908
- Noi și vechi, București, 1909

- Nenea, București, 1916

- Un dor împlinit, București, 1919
- Moș Stan, București, 1923
- Schițe și nuvele, București, 1923
- Spre Slatina, București, 1924
- Un om în toată firea, București, 1927
- Domnu Dincă, București, 1928
- Două epoci din literatura română, București, 1928
- Opere complete, 2 volume, București, 1939-1940
- O scriitoare necunoscută din epoca Unirii Principatelor, București, 1940
- Proză, București, 1942
- Lume de ieri, Amintiri vesele și duioase, București, 1943
- Schițe și nuvele, prefață de Zoe Dumitrescu-Bușulenga, București, 1953
- Schițe și nuvele, București, 1955
- Lume de ieri. Nuvele, schițe, amintiri, prefață de Alexandru Piru, București, 1958
- Un om în toată firea, ediție îngrijită și prefață de Tiberiu Avramescu, București, 1961
- Pe drezină. Nuvele, schițe, amintiri, prefață de Gabriel Dimisianu, București, 1963
- Scrieri alese, ediție îngrijită și prefață de Teodor Vârgolici, București, 1966
- Un om în toată firea, Iași, 1972
- Un dor împlinit, București, 1974
- Pe drezină. Nuvele și schițe umoristice, ediție îngrijită de Teodor Vârgolici, București, 1976
- Nuvele și schițe, ediție îngrijită de Teodor Vârgolici, București, 1985
- Un om în toată firea, ediție îngrijită și prefață de Teodor Vârgolici, București, 1988

Volumele Lume de ieri și Moș Stan au fost reeditate în cadrul Colecției Biblioteca Giurgiuveană, în 2014 respectiv 2015.
Antologii
- Antologia scriitorilor români, București, 1931 (în colaborare cu V.V. Haneș)

Traduceri
- Georges Courteline, Taina familiei. Liniștea casei, București, 1924